# Đại học Lubumbashi
Đại học Lubumbashi (UNILU) là một trường đại học công lập của Cộng hòa Dân chủ Congo, nằm ở thành phố Lubumbashi. Trường được thành lập năm 1955, trường đại học này đã có các tên gọi sau: Université officielle du Congo et du Rwanda-Urundi, Université d'État d'Élisabethville, Université officielle du Congo, Université nationale du Congo / Campus de Lubumbashi, Université nationale du Zaïre / Campus de Lubumbashi và cuối cùng là Université de Lubumbashi. Trường này có 21.000 sinh viên và 10 khoa, hai trường cao đẳng và một viện. Hiệu trưởng của trường là Kaumba Lufunda.

## Lịch sử
Trường được thành lập năm 1955 với tên gọi Université officielle du Congo et du Rwanda-Urundi và mở cửa năm 1956.
Năm 1960, trường được đổi tên bằng Université d'État d'Élisabethville, và trở thành Université officielle du Congo năm 1963.
Năm 1971, theo một cuộc tổ chức lại các trường đại học và các viện ở Đại học quốc gia Congo, nơi này đã trở thành Đại học quốc gia Congo/cơ sở Lubumbashi và năm 1972, Đại học quốc gia Zaïre / Cơ sở Lubumbashi (UNAZA/Lubumbashi).
Năm 1981, theo sắc luật n˚ 25/81 quy định việc thành lập các cơ sở giáo dục công cộng tự trị, đã thành lập Đại học Lubumbashi.

## Các khoa
- Khoa Canh nông (Faculté d'Agronomie)
- Khoa Luật (Faculté de Droit)
- Khoa Văn chương và Khoa học Nhân văn (Faculté des Lettres et Sciences humaines)
- Khoa Y (Faculté de Médecine)
- Khoa Thú y (Faculté de Médecine véterinaire)
- Khoa Bách nghệ (Faculté de Polytechnique)
- Khoa Khoa học Xã hội, Chính trị và Hành chính (Faculté des Sciences sociales, politiques et administratives)
- Khoa Khoa học Kinh tế (Faculté des Sciences économiques)
- Khoa Tâm lý học và Khoa học Giáo dục (Faculté de Psychologie et des Sciences de l'éducation)
- Khoa Khoa học (Faculté des Sciences)